# 長崎県道133号雲仙深江線
長崎県道133号雲仙深江線（ながさきけんどう133ごう うんぜんふかえせん）は、長崎県南島原市を通る一般県道である。

## 概要
南島原市深江町乙から南島原市深江町丙に至る。

### 路線データ
- 起点：南島原市深江町乙（国道57号交点）
- 終点：南島原市深江町丙（須ノ崎交差点、国道251号交点）
- 総延長：4.2 km

## 路線状況

### 重複区間
- 島原半島広域農道（雲仙市深江町乙）

### 道路施設

#### 橋梁
- 桑島橋（畦津川、南島原市）

## 地理

### 通過する自治体
- 南島原市

### 交差する道路
| 交差する道路                                       | 交差する場所 | 交差する場所        |
| -------------------------------------------------- | ------------ | ------------------- |
| 国道57号                                           | 深江町乙     | 起点                |
| 島原半島広域農道 / 雲仙グリーンロード 重複区間起点 | 深江町乙     |                     |
| 島原半島広域農道 / 雲仙グリーンロード 重複区間終点 | 深江町乙     |                     |
| 国道251号                                          | 深江町丙     | 須ノ崎交差点 / 終点 |

### 沿線
- 末宝郵便局
- 南島原市立小林小学校